# Henk Veerman
Henk Veerman, né le 26 février 1991 à Volendam aux Pays-Bas, est un footballeur néerlandais qui joue au poste d'attaquant au FC Volendam, dont il est actuellement le capitaine.

## Biographie
Le 21 avril 2014, il inscrit avec le FC Volendam en quadruplé en Eerste divisie, lors de la réception du club d'Achilles '29 (victoire 5-1). Il marque un total de 19 buts en Eerste divisie avec l'équipe de Volendam.
Le 9 août 2018, Henk Veerman s'engage en faveur du FC St. Pauli. Il signe un contrat courant jusqu'en juin 2021.